# 1991년 9월
| 1991년: 1월 · 2월 · 3월 · 4월 · 5월 · 6월 · 7월 · 8월 · 9월 · 10월 · 11월 · 12월 |

| <           | 1991년 9월 | 1991년 9월 | 1991년 9월 | 1991년 9월 | 1991년 9월 | >          |
| 일          | 월         | 화         | 수         | 목         | 금         | 토         |
| 1 7.23 갑술 | 2 24 을해  | 3 25 병자  | 4 26 정축  | 5 27 무인  | 6 28 기묘  | 7 29 경진  |
| 8 8.1 신사  | 9 2 임오   | 10 3 계미  | 11 4 갑신  | 12 5 을유  | 13 6 병술  | 14 7 정해  |
| 15 8 무자   | 16 9 기축  | 17 10 경인 | 18 11 신묘 | 19 12 임진 | 20 13 계사 | 21 14 갑오 |
| 22 15 을미  | 23 16 병신 | 24 17 정유 | 25 18 무술 | 26 19 기해 | 27 20 경자 | 28 21 신축 |
| 29 22 임인  | 30 23 계묘 |            |            |            |            |            |

| 편집하기 |

## 1991년9월 24일
- 노태우 대통령이 유엔총회에서 기조연설을 했다.

## 1991년9월 23일
- 이라크, 유엔 핵사찰단 바그다드에 억류되다.

## 1991년9월 21일
- 아르메니아가 독립하다.

## 1991년9월 18일
- 마케도니아 공화국, 유고슬라비아으로부터 독립을 선언하다.

## 1991년9월 17일
- 리투아니아, 대한민국, 라트비아, 마셜 제도, 에스토니아, 미크로네시아 연방, 조선민주주의인민공화국, 유엔에 가입하다.

## 1991년9월 15일
- 유고슬라비아 전쟁: 유고슬라비아 사회주의 연방공화국과 크로아티아 전면 무력 충돌하다.

## 1991년9월 13일
- 대한민국과 조선민주주의인민공화국 유엔 동시 가입 결의안, 유엔 사무국에 제출하다.

## 1991년9월 9일
- 타지키스탄이 독립하였다.

## 1991년9월 8일
- 마케도니아 공화국이 독립하다.

## 1991년9월 6일
- 소비에트 연방 점령하에 있던 발트 3국이 독립하였다.

## 1991년9월 4일
- 소비에트 연방, 발트해 3개 공화국(리투아니아, 라트비아, 에스토니아) 독립을 승인하다.

## 1991년9월 2일
- 미국, 발트해 3개 공화국(리투아니아, 라트비아, 에스토니아) 독립을 승인하다.